# Émile Benoît
Émile Benoît, né le 24 mars 1913 et mort le 2 septembre 1992, est un chanteur et musicien Franco-Terreneuvien.

## Biographie
Né en 1913 à L'Anse-aux-Canards–Maisons-d'Hiver, il travaille la majeure partie de sa vie comme pêcheur mais est aussi doué pour d'autres activités comme forgeron ou charpentier, animant par ailleurs de nombreux évènements locaux avec son violon. Il fait de la musique son occupation principale après sa retraite. Sa notoriété grandit, se produisant à travers le Canada, à La Nouvelle-Orléans, en France, au Royaume-Uni ou encore en Norvège, apparaissant aussi sur 90 Minutes Live (en) et dans plusieurs documentaires. Il a sorti en tout trois albums et écrit plus de 200 chansons, et a obtenu de nombreuses récompenses, notamment la Médaille Léger Comeau de la Société Nationale de l'Acadie, le Prix Roger Champagne de la Fédération des Francophones de Terre-Neuve et du Labrador et un doctorat honorifique de l'Université Memorial en 1988, ainsi que le Prix d'excellence du Newfoundland and Labrador Arts Council en 1992. Il meurt cette même année d'un cancer osseux à Stephenville.

## Postérité

### Hommage
Il lui a été rendu un hommage à titre posthume par l'Association de la Musique de la Côte Est (en) en 1993.

### Influence
Des musiciens comme Kelly Russell, Noel Dinn, Pamela Morgan (en) et Jim Payne (en) citent Émile Benoît comme une inspiration dans leur propre musique.[réf. nécessaire]

## Discographie
- 1979 : Émile's Dream
- 1982 : Ça vient du Tchoeur
- 1992 : Vive la Rose